# MGM-18 Lacrosse
El MGM-18 Lacrosse era un misil balístico táctico de corto alcance destinada al apoyo cercano de las tropas terrestres. Su primera prueba de fuego fue en 1954 y fue desplegado por el ejército de los Estados Unidos a partir de 1959, a pesar de estar todavía en etapa de desarrollo. Los numerosos obstáculos técnicos del programa resultaron demasiado difíciles de superar y el misil fue retirado del servicio de campo en 1964.
Se produjeron y desplegaron cerca de 1.200 misiles Lacrosse, con un coste de más de 2.000 millones de dólares en 1996 (excluido el coste de las cabezas nucleares).